# 夏宗寺
夏宗寺（藏語：ཤྭ་རྫོང་རི་ཁྲོད，威利转写：shwa rdzong ri khrod），位于中国青海省平安县寺台乡瓦窑台村，为第六批青海省文物保护单位，公布日期为1998年12月22日，类型为古建筑。
夏宗寺的历史年代为明。